# Fabien Lévy
Fabien Lévy (* 11. Dezember 1968 in Paris) ist ein französischer Komponist, der seit 2001 in Deutschland lebt und arbeitet.

## Leben
Fabien Lévy ist in Paris geboren und aufgewachsen, in einer Familie mit fünf Kindern (drei aus Korea und von den Philippinen adoptiert). Er begann mit sieben Jahren zu komponieren.
Er erwarb zuerst, neben einer musikalischen Ausbildung im Konservatorium, Fachdiplome in der Mathematik und der theoretischen Wirtschaftswissenschaft (Ökonometrie und Makroökonomie). In diesen Fachbereichen arbeitete er bis 1994 als Dozent (Lehrbeauftragter für Mathematik an verschiedenen Hochschulen und Universitäten) und als Forscher (Forschungsabteilung der BNP).
Von 1996 bis 2001 studierte er am Conservatoire National Supérieur de Musique de Paris, unter anderem Komposition bei Gérard Grisey und Marco Stroppa, Analyse bei Michaël Levinas, vergleichende Musikwissenschaft bei Gilles Léothaud und Orchestrierung bei Marc-André Dalbavie. Lévy promovierte auch an der École des Hautes Études en Sciences Sociales mit einer Doktorarbeit über die Diskrepanz zwischen analytischer und wahrnehmungsbezogener Komplexität in der Musik (als Buch veröffentlicht).
Von 1998 bis 2001 arbeitete er am IRCAM. In dieser Zeit führt er einen Lehrauftrag am Musikwissenschaftlichen Institut der Sorbonne aus. Im Jahr 2000 unternahm er eine Forschungsreise nach Kamerun, um die Musik der Bedzan-Pygmäen unter der Leitung von Simha Arom zu studieren. Zwischen 2004 und 2006 unterrichtete er Orchestration an der Hochschule für Musik „Hanns Eisler“ Berlin. Von 2006 bis 2012 war er Assistant-Professor für Komposition an der Columbia University in New York. 2012–2017 war Fabien Lévy Professor für Komposition an der Hochschule für Musik Detmold. Seit Oktober 2017 ist er Professor für Komposition an der Hochschule für Musik und Theater „Felix Mendelssohn Bartholdy“ Leipzig.

## Ästhetik
Die Ästhetik dieses Komponisten ist einzigartig und, obwohl sie sich ständig weiterentwickelt, sofort erkennbar.
Seine ersten „reifen“ Werke (nach 1996) orientieren sich direkt an bestimmten Prinzipien der Spektralmusik (er studierte bei Gérard Grisey), insbesondere an einer Rückkehr zur Wahrnehmung und einer Ablehnung von Kombinatorik auf das Zeichen und auf die getrennt bearbeiteten musikalischen Parameter. Seine Ausbildung in Mathematik, sein Interesse an Illusionen und Paradoxien (z. B. an der Arbeit des Komponisten Jean-Claude Risset) und der Einfluss des Philosophen Vladimir Jankelevitch haben sicherlich zu dieser anfänglichen Ästhetik beigetragen, die sich auf das Transparametrische konzentrierte (der Hörer sollte idealerweise „unaussagbaree“ musikalische Phänomene wahrnehmen, d. h. solche, die einer eher analytischen Wahrnehmung trotzen), einen gewissen scheinbaren Minimalismus in tatsächlich fein ziselierten Texturen und eine musikalische Abstraktion, die nicht ohne Emotionen ist.
In den folgenden Jahren löste sich Fabien Lévy immer mehr von einer normativen, universalistischen und psychoakustischen Auffassung der Wahrnehmung, die sowohl bei Spektral- als auch bei Neotonalkomponisten und -komponistinnen vorherrschend war. Seine Überlegungen befassen sich mit den Grenzen und Dekonstruktionen verschiedener Eigenschaften der Musik in der westlichen Welt. Levys Musik wird spielerischer und spielt mit kulturellen Illusionen (was er „Irreführungen“ nennt), Verweisen und Dekonstruktionen klassischer musikalischer Kategorien (wie den traditionellen Begriffen Kontrapunkt, Note oder Intervall, Solist gegenüber Ensemble, Orchesteranordnung und in jüngerer Zeit sogar Instrumentalität und das Konzept des „musikalischen Werks“). Es gibt direkte Einflüsse von Musik aus anderen Kulturen (insbesondere aus Asien und Afrika – mit Cross-Rhythm- und Hoqueti-Techniken, die von der Pygmäen- und Uldeme-Musik beeinflusst sind). Seine Entdeckung der Philosophie von Jacques Derrida bestärkte ihn darin, die (geschriebenen, aber auch wahrgenommenen) „Zeichen“ und Vorstellungen der Musik zu dekonstruieren. Seine Werke werden organischer und formal kontrastreicher. Das Musikinstrument ist oft nicht mehr in seiner Einheit erkennbar, sondern wird zu einer Ansammlung von Punkten in einer komplexen und stark geschriebenen polyphonen Granulation. In den jüngsten Werken komponiert Fabien Lévy übrigens weniger für das Musikinstrument als vielmehr für einen menschlichen Instrumentalisten mit unterschiedlichen Fähigkeiten (Einsatz der Stimme oder des Pfeifens des Musikers, der mit dem Instrument einen Hoquetus macht). Außerdem löst sich der Musiker in der Regel immer weniger von der Gruppe und der mosaikartigen Textur, einer Art „instrumental Granularsynthese“ (so wie die Spektralmusik eine Art „instrumentale additive Synthese“ sein konnte), mit der Suche die Instrumentalität der Musikinstrumente zu dekonstruieren, ohne jedoch ihren „Resonanzkörper“ oder ihre Organologie abzulehnen, anders als bei eher „bruitistischen“ Komponisten wie Helmut Lachenmann oder Salvatore Sciarrino. Einige Werke sind offene Formen, auch wenn sie vollständig determiniert sind (Soliloque sur ..., Sonneries de Cantenac). Die späteren Werke von Lévy berufen sich oft auf mehr oder weniger verborgene kulturelle Referenzen und auf einen ausgeprägten rhythmischen oder polymetrischen Puls.
Was jedoch in den meisten von Lévys Werken konstant bleibt, scheint der Wunsch zu sein, dass das Werk über das bloße Hören einer Geste hinausgeht und, wie er selbst in verschiedenen Essays schreibt, „kognitiv“ ist: wahrnehmbar klare harmonische Formen und Farben (aber ein eigenes harmonisches System, das auf Primzahlen basiert), und sehr oft rhythmische Musik im wahrnehmbaren Sinne, d. h. pulsierend, was in der heutigen E-Musik selten ist. Zwar handelt es sich oft um komplexe, ungerade, polymetrische Rhythmen, aber das Ohr nimmt kognitive Strukturen deutlich wahr und folgt ihnen, selbst wenn es überrascht wird.
Levys Werk wird von einer umfangreichen theoretischen Reflexion begleitet, die jedoch nicht vom Werk selbst losgelöst werden kann, sondern es inspiriert. Die Kompositionen müssen vielmehr ohne bewusste Kenntnis der Überlegungen, die sie hervorgebracht haben, begriffen und „wie ein Kind“ gehört werden (wie der Komponist selbst im Einführungstext zu seinem Stück à propos, einem Hommage-Stück an Künstler der Arte povera, fordert).

## Werke
Fabien Lévy hat Solowerke, Kammermusik, elektroakustische Musik, Ensemblestücke und Werke für Orchester komponiert. Seine Werke werden von Künstlern in ganz Europa und den Vereinigten Staaten aufgeführt, darunter das Berliner Rundfunksymphonieorchester, das Tokyo Sinfonieorchester, das Ensemble recherche, das Ensemble Argento oder die neue Vocalsolisten Stuttgart. Die Instrumentalwerke erscheinen beim Billaudot Verlag (Paris) (1998–2008), beim Ricordi Deutschland (2008–2018) und ab 2018 beim Edition Peters.
- Les deux ampoules d'un sablier peu à peu se comprennent, für verstärkte Solo-Harfe (1996, Billaudot Verlag)
- Dr.B. für Bariton und Fagott. Musik-Theater, inspiriert von Die Schachnovelle von Stefan Zweig (1996, Billaudot Verlag)
- L'air d'ailleurs-Bicinium für Alt-Saxophon und Band (1997, Billaudot Verlag)
- Durch, in memoriam G. Grisey für Saxophonquartett (1998, Billaudot Verlag)
- Coïncidences für Ensemble von 33 Musikern (1999, Billaudot Verlag)
- Où niche l'hibou ? kleine Lehrstücke für einen jungen Schüler und seinen Lehrer (Versionen für zwei Saxophone oder zwei Flöten oder zwei Klarinetten) (1998, Billaudot Verlag)
- 2001: Hérédo-ribotes für Solo-Viola und 51 Orchestermusiker (2006, Billaudot Verlag)
- Soliloque sur [X, X, X et X] Kommentar von einem Computer zu einem von ihm missverstandenen Konzert (2002)
- Risâla fî-l-hob wa fî'lm al-handasa [„Kleine Abhandlung von Liebe und Geometrie“] für Flöte, Klarinette, Euphonium oder Tenor-Saxophon, Violine und Violoncello (2003, Billaudot Verlag)
- Les murmures d'une orchidée solitaire für zwei Guqin, Chinesische Flöten, Hammond-Orgel, Harfe, Violine und Violoncello (2004, Billaudot Verlag)
- Tre volti del volubile Ares für Bläskapelle (2006, Billaudot Verlag)
- Querwüchsig für Ensemble (2006, Ricordi Verlag)
- Lexèmes hirsutes für Solo-Violoncello (2007, Ricordi Verlag)
- Pour Orchestre für großes Orchester (2007, Ricordi Verlag)
- à propos für Flöte, Klarinette, Klavier, Violine und Violoncello (2009, Ricordi Verlag)
- à peu près de für 2 Trompeten (2010, Ricordi Verlag)
- Après tout für Vokalensemble und Instrumentalensemble (2012, Ricordi Verlag)
- Danse polyptote für Akkordeon und Violoncello (2013, Ricordi Verlag)
- Towards the Door We never opened für Saxophonquartett (2013, Ricordi Verlag)
- à tue-tête für neun Raum-verteilte Windinstrumente (2014, Ricordi Verlag)
- Als Gregor und Griselda, Kanon für sechs Stimmen (2015, Ricordi Verlag)
- Nun hab' ich nichts mehr, für Sopran, Akkordeon, Klarinette, elektrische Gitarre und Klavier (2016, Ricordi Verlag)
- Quand Friselda et son voisin, Kanon für sechs Stimmen (2017, Ricordi Verlag)
- Murmelt mein Blut, für Sopran und Klavier (2018, Peters Verlag)
- De l'art d'induire en erreur, für drei verstärkte Stimmen und Sinfonieorchester (2019, Peters Verlag)
- Chroniques déchantées, für Akkordeon und Klavier (2019, Peters Verlag)
- Avant-demain, für sechs Auto-Hupen (2020, Peters Verlag)
- Jusqu'à peu, für Orgel vierhändig (2022, Peters Verlag)

## Auszeichnungen und Ehrungen
- 1995: Stiftung Singer-Polignac
- 1997: Fondation Royaumont
- 1997: SACEM
- 2001: Berliner Künstlerprogramm des Deutschen Akademischen Austauschdienstes
- 2002: Sein Orchesterstück Hérédo-ribotes war für den International Rostrum of Composers nominiert
- 2002: Prix de Rome
- 2002: Franz Liszt Stipendium der Hochschule für Musik Franz Liszt Weimar
- 2004: Förderpreis des Ernst von Siemens Musikpreises
- 2007: Preis des jungen Komponisten, Académie des Beaux-Arts (Institut de France)
- 2008: Finalist des Christoph Delz Stiftungswettbewerb
- 2014: Chevalier des Arts et des Lettres
- 2025/26: Rompreis der Deutschen Akademie Villa Massimo[1]

## Ehemalige Studierende (Auswahl)
- Sam Pluta